# (4141) Nintanlena
(4141) Nintanlena est un astéroïde de la ceinture principale.

## Description
(4141) Nintanlena est un astéroïde de la ceinture principale. Il fut découvert le 8 août 1978 à Naoutchnyï par Nikolaï Tchernykh (1931-2004). Il présente une orbite caractérisée par un demi-grand axe de 2,57 UA, une excentricité de 0,01 et une inclinaison de 9,0° par rapport à l'écliptique.

## Compléments